# Malcolm Smith (Politiker, 1956)

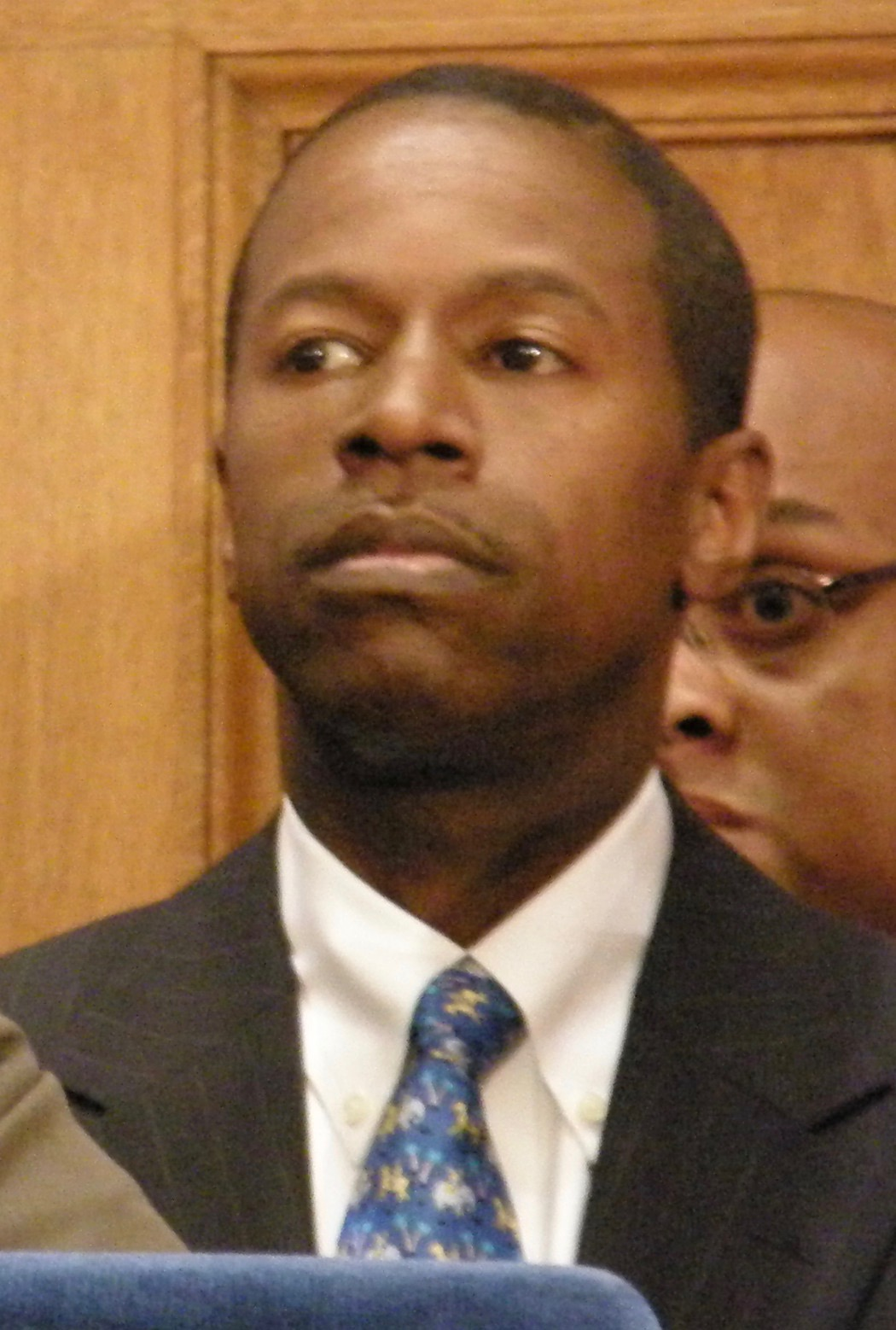
Malcom A. Smith

Malcolm Anthony Smith (* 9. August 1956) ist ein Mitglied des Senats von New York, wo er den 14 Senatsdistrikt im südöstlichen Queens repräsentiert. Smith ist derzeit der Temporary President im Senat und der erste Afroamerikaner, der diesen Posten bekleidet. Im Januar 2009 wählte man ihm zum Mehrheitsführer (Majority Leader) und Temporary President, jedoch wurde er von diesen Posten am 8. Juni entfernt, der die 2009 New York State Senate Leadership Crisis auslöste. Er bekam am 9. Juli seinen Posten als Temporary President zurück, nach dem vereinbart wurde, dass Pedro Espada Jr. Mehrheitsführer und John L. Sampson Leader of the Democratic Caucus werden. Smiths Distrikt schließt Hollis, St. Albans, Cambria Heights, Queens Village, Rosedale und das ganze Rockaway Peninsula ein.
Smith wurde als Demokrat das erste Mal im Jahre 2000 in den Senat gewählt und im Januar 2007 zum Oppositionsführer (Minority leader). Nach den Wahlen von 2008, wo die Demokraten eine Mehrheit im Senat erhielten, erklärte er sich bereit, der erste afroamerikanische Senatsmehrheitsführer in New York zu werden. Allerdings deuteten drei demokratische Senatoren an, dass sie nicht für Smith stimmen würden wegen seiner Unterstützung einer Gesetzesvorlage, die gleichgeschlechtliche Ehen legalisiert, und ließen den Ausgang strittig. Im frühen Dezember schien die Führungfrage gelöst gewesen zu sein, so dass Smith President pro Tempore wurde und der dritte kommissarische Vizegouverneur (nach Joe Bruno und Dean Skelos), da David Paterson nach dem Rücktritt von Eliot Spitzer neuer Gouverneur von New York wurde. Jedoch platzte die Abmachung einige Tage später aufgrund Smiths Nein über die „betreffenden Bürgerrechtsthemen zu verhandeln.“ Allerdings stimmten am 7. Januar alle 32 Demokraten für Smith.
Malcom Smith plante sich 2013 für die Republikanische Partei für das Amt des Bürgermeisters von New York und als Nachfolger Michael Bloombergs aufstellen zu lassen. Im April 2013 wurde er festgenommen, da er Schmiergelder verwendet haben soll, um sich einzukaufen.
Smith ist römisch-katholisch und verheiratet. Ferner wurde er 2006 von einer früheren Angestellten bezüglich einer Vaterschaft verklagt.